# Гленн, Скотт
Теодо́р Скотт Гленн (англ. Scott Glenn; род. 26 января 1941) — американский актёр. Он снялся в ролях Уэса Хайтовера в фильме «Городской ковбой» (1980), астронавта Алана Шепарда в фильме «Парни что надо» (1983), коммандера Барта Манкузо в фильме «Охота за „Красным октябрём“» (1990) и Джека Кроуфорда в фильме «Молчание ягнят» (1991).

## Ранние годы
Теодор Скотт Гленн родился и вырос в городе Питтсбург, штат Пенсильвания. Его родители — предприниматель Теодор Гленн и домохозяйка Элизабет. Имеет ирландские и индейские корни. В детстве Гленн часто болел и один год был прикован к постели. Благодаря интенсивным тренировкам он сумел восстановить здоровье и преодолеть хромоту. После окончания питсбургской высшей школы Гленн поступил в колледж Вильгельма и Марии, где специализировался в английском. Затем он вступил в ряды корпуса морской пехоты, где прослужил три года. Около пяти месяцев Гленн проработал репортёром в Kenosha Evening News. Он пробовал свои силы как автор, но понял, что не может писать хорошие диалоги. Для изучения искусства диалога Гленн начал брать уроки актёрского мастерства.
Дебют Гленна состоялся в 1965 году на Бродвее в комедийной пьесе «The Impossible Years». Он присоединился к актёрским классам Джорджа Морисона, где помогал студентам расплачиваться за учёбу, играя в пьесах. Сам Гленн появлялся на сцене в пьесах, выпущенных театром «La MaMa Experimental Theater Club». В 1967 он женился на Кэрол Шварц и под влиянием жены перешёл в её веру — иудаизм. В 1968 году Гленн поступил в The Actors Studio и начал работать в профессиональном театре и на телевидении. В 1970 году режиссёр Джеймс Бридж предложил ему роль в фильме «The Baby Maker», вышедшем в том же году. Это была первая роль Гленна в кино.

## Карьера
Гленн уехал в Лос-Анджелес и провёл там 8 лет, играя небольшие роли в фильмах и на телевидении. Он сыграл небольшую роль в фильме Фрэнсиса Копполы «Апокалипсис сегодня». Гленн также работал с режиссёрами Джонатаном Деммом и Робертом Алтманом. В 1978 году Гленн отказался от работы в Голливуде, переехал со своей семьёй в Кечум, штат Айдахо и прожил там два года, работая барменом, охотником и горным лесничим. От случая к случаю он выступал в сценических представлениях в Сиэтле.
В 1980 году Гленн вернулся к киносъёмкам появившись в роли бывшего заключённого Уэса Хайтауэра в фильме Джеймса Бриджеса «Городской ковбой». После этого он появился в готическом фильме ужасов «Крепость», боевике «Дикие гуси 2», в котором он сначала похитил, а потом помог персонажу Лоренса Оливье, фильмах «Сильверадо» (1985), «Вызов» и «Парни что надо» (1983), в телефильме Countdown to Looking Glass, картинах «Река» (1984) и «Без предела» (1988). В 1980-х годах Гленн воплощал как положительных так и отрицательных персонажей. В 1987 году актёр вернулся на Бродвей, сыграв в пьесе Burn This. В том же году он попробовал свои силы в гангстерских фильмах, сыграв шерифа Верна Миллера в фильме «История Верна Миллера», который  вышел только в кинотеатрах Финляндии, в США фильм вышел только на видео.
В начале 1990-х годов карьера Скотта Гленна находилась на пике, он появился в нескольких хорошо известных фильмах/блокбастерах таких как «Охота за „Красным Октябрём“» (1990), «Молчание ягнят» (1991), «Огненный вихрь» (1991), «Игрок» (1992). Он сыграл роль гангстера-наёмного убийцы в фильме «Ночной беглец» (1995). Затем он играл в более смелых ролях например в фарсе по мотивам Фрейда «Безрассудные», в трагикомедии «Эди и Пен» и в фильме Кена Лоуча на социально-политическую тему «Песня Карлы». В конце 1990-х годов снимался в фильмах «Мужество в бою» (1996), «Абсолютная власть» (1997), независимых проектах «Тёмные лошадки» (1997) и Larga distancia (1998), по сценарию его дочери Дакоты Гленн, и телефильме «Жестокий город: Пули вершат правосудие». Он также снялся в роли второго плана в фильме «Тренировочный день» (2001). Гленн участвовал в кинопробах на роль лидера незаконной шайки мотоциклистов в сериале канала FX «Дети анархии», но после раннего пробного выпуска был заменён на актёра Рона Перлмана.
Гленн появился в драме «Писатели свободы», где он сыграл роль отца персонажа Хилари Суонк и в фильме «Ультиматум Борна».

## Фильмография

### Кино
| Год  | Название на русском             | Оригинальное название              | Роль                                 | Примечания                            |
| ---- | ------------------------------- | ---------------------------------- | ------------------------------------ | ------------------------------------- |
| 1970 | Производительница детей         | The Baby Maker                     | Тед Джекс                            |                                       |
| 1971 | Ангелов круче не бывает         | Angels Hard as They Come           | Длинный Джон                         |                                       |
| 1972 | —                               | In Pursuit of Treasure             | н/д                                  |                                       |
| 1973 | Ведьма                          | Hex                                | Джимбенг                             |                                       |
| 1975 | Нэшвилл                         | Nashville                          | Гленн Келли                          |                                       |
| 1976 | Опьянённый борьбой              | Fighting Mad                       | Чарли Хантер                         |                                       |
| 1979 | —                               | She Came to the Valley             | Билл Лестер                          |                                       |
| 1979 | Апокалипсис сегодня             | Apocalypse Now                     | капитан Ричард М. Колби              |                                       |
| 1979 | Новые американские граффити     | More American Graffiti             | Ньют                                 |                                       |
| 1980 | Городской ковбой                | Urban Cowboy                       | Уэс                                  |                                       |
| 1981 | Скотница Энни и маленькая попка | Cattle Annie and Little Britches   | Билл Далтон                          |                                       |
| 1982 | Вызов                           | The Challenge                      | Рик                                  |                                       |
| 1982 | Личный рекорд                   | Personal Best                      | Терри Тинглофф                       |                                       |
| 1983 | Парни что надо                  | The Right Stuff                    | Алан Шепард                          |                                       |
| 1983 | Крепость                        | The Keep                           | Глэкен                               |                                       |
| 1984 | Река                            | The River                          | Джо Уэйд                             |                                       |
| 1985 | Дикие гуси 2                    | Wild Geese II                      | Джон Хаддад                          |                                       |
| 1985 | Сильверадо                      | Silverado                          | Эмметт                               |                                       |
| 1987 | История Верна Миллера           | The Verne Miller Story             | Верн Миллер                          |                                       |
| 1987 | Смерть телохранителя            | Man on Fire                        | Кризи                                |                                       |
| 1988 | Без предела                     | Off Limits                         | полковник Декстер Армстронг          |                                       |
| 1989 | Мисс Фейерверк                  | Miss Firecracker                   | Мак Сэм                              |                                       |
| 1990 | Охота за «Красным Октябрём»     | The Hunt for Red October           | Барт Манкузо                         |                                       |
| 1991 | Молчание ягнят                  | The Silence of the Lambs           | Джек Кроуфорд                        |                                       |
| 1991 | Мои герои всегда были ковбоями  | My Heroes Have Always Been Cowboys | Эйч Ди Далтон                        |                                       |
| 1991 | Огненный вихрь                  | Backdraft                          | Джон Эдкокс                          |                                       |
| 1992 | Игрок                           | The Player                         | в роли самого себя                   |                                       |
| 1993 | Охотник за тенью                | Shadowhunter                       | Джон Кейн                            |                                       |
| 1993 | Избиение младенцев              | Slaughter of the Innocents         | Стивен Бродерик                      |                                       |
| 1993 | Элитный отряд                   | Extreme Justice                    | Дэн Вон                              |                                       |
| 1995 | Ночной беглец                   | Night of the Running Man           | Дэвид Экхарт                         |                                       |
| 1995 | Легенды дикого запада           | Tall Tale                          | Джей Пи Стайлс                       |                                       |
| 1995 | Шпион внутри                    | The Spy Within                     | Уильям Рикман                        |                                       |
| 1995 | Безрассудные                    | Reckless                           | Ллойд                                |                                       |
| 1996 | Эди и Пен                       | Edie & Pen                         | Гарри                                |                                       |
| 1996 | Мужество в бою                  | Courage under Fire                 | Тони Гартнер                         |                                       |
| 1996 | Песня Карлы                     | Carla’s Song                       | Брэдли                               |                                       |
| 1997 | Абсолютная власть               | Absolute Power                     | Билл Бертон                          |                                       |
| 1997 | Тёмные лошадки                  | Lesser Prophets                    | Игги                                 |                                       |
| 1997 | —                               | Larga distancia                    | сеньор Грэм                          |                                       |
| 1998 | Огненный шторм                  | Firestorm                          | Уинт Перкинс                         |                                       |
| 1999 | Девственницы-самоубийцы         | The Virgin Suicides                | отец Муди                            |                                       |
| 1999 | Слуга закона                    | The Last Marshal                   | Коул                                 |                                       |
| 2000 | Вертикальный предел             | Vertical Limit                     | Монтгомери Уик                       |                                       |
| 2001 | Тренировочный день              | Training Day                       | Роджер                               |                                       |
| 2001 | Солдаты Буффало                 | Buffalo Soldiers                   | старший сержант Роберт Ли            |                                       |
| 2001 | Корабельные новости             | The Shipping News                  | Джек Баггит                          |                                       |
| 2004 | Бойня в Пуэрто Валларта         | Puerto Vallarta Squeeze            | Клейтон Прайс                        |                                       |
| 2005 | Путешествие на Луну 3D          | Magnificent Desolation             | Чарльз Дьюк                          | документальный короткометражный фильм |
| 2006 | Путешествие на край ночи        | Journey to the End of the Night    | Синатра                              |                                       |
| 2007 | Писатели свободы                | Freedom Writers                    | Стив Грюэлл                          |                                       |
| 2007 | Ультиматум Борна                | The Bourne Ultimatum               | Эзра Креймер                         |                                       |
| 2008 | Медовый месяц Камиллы           | Camille                            | шериф Фостер                         |                                       |
| 2008 | Сёрфер                          | Surfer, Dude                       | Алистер Гринбо                       |                                       |
| 2008 | Ночи в Роданте                  | Nights in Rodanthe                 | Роберт Торрелсон                     |                                       |
| 2008 | Буш                             | W.                                 | Дональд Рамсфелд                     |                                       |
| 2010 | Чемпион                         | Secretariat                        | Кристофер Ченери                     |                                       |
| 2011 | Запрещённый приём               | Sucker Punch                       | мудрец / генерал / водитель автобуса |                                       |
| 2011 | Волшебная долина                | Magic Valley                       | Эд Халфнер                           |                                       |
| 2012 | Газетчик                        | The Paperboy                       | У. У. Дженсен                        |                                       |
| 2012 | Эволюция Борна                  | The Bourne Legacy                  | Эзра Креймер                         |                                       |
| 2014 | Цирюльник                       | The Barber                         | Юджин ван Вингердт                   |                                       |
| 2015 | Гризли                          | Into the Grizzly Maze              | Салли                                |                                       |
| 2015 | —                               | Mara                               | Генри                                | короткометражный фильм                |
| 2020 | Гренландия                      | Greenland                          | Дейл                                 |                                       |

### Телевидение
| Год       | Название на русском                     | Оригинальное название                     | Роль                          | Примечания                                            |
| --------- | --------------------------------------- | ----------------------------------------- | ----------------------------- | ----------------------------------------------------- |
| 1965      | Шоу Патти Дьюк                          | The Patty Duke Show                       | официант / Гарри              | телесериал; 2 эпизода                                 |
| 1966      | —                                       | Hawk                                      | Хэл Каррин                    | эпизод: Wall of Silence                               |
| 1967      | Полиция Нью-Йорка                       | N.Y.P.D.                                  | Родди                         | эпизод: The Pink Gumdrop                              |
| 1969      | На пороге ночи                          | The Edge of Night                         | Келвин Бреннер                | телесериал; 3 эпизода                                 |
| 1971      | Молодые юристы                          | The Young Lawyers                         | Ник Филд                      | эпизод: The Outspoken Silence                         |
| 1971—1973 | Железная сторона                        | Ironside                                  | Фрэнк Леннокс / Лонни Бернетт | телесериал; 2 эпизода                                 |
| 1972      | Улицы Сан-Франциско                     | The Streets of San Francisco              | игрок-наркоман                | эпизод: The Thirty-Year Pin                           |
| 1972      | Гаргульи                                | Gargoyles                                 | Джеймс Ригер                  | телефильм                                             |
| 1972      | Шестое чувство                          | The Sixth Sense                           | Марк Холл                     | эпизод: And Scream by the Light of the Moon, the Moon |
| 1973      | Критическое положение!                  | Emergency!                                | водитель погрузчика           | эпизод: Seance                                        |
| 1975      | —                                       | Khan!                                     | н/д                           | эпизод: Triad                                         |
| 1975      | Баретта                                 | Baretta                                   | Дейв                          | эпизод: A Bite of the Apple                           |
| 1984      | —                                       | Countdown to Looking Glass                | Майкл Бойл                    | телефильм                                             |
| 1986      | На склоне лет                           | As Summers Die                            | Уилли Крофт                   | телефильм                                             |
| 1988      | Интрига                                 | Intrigue                                  | Кроуфорд                      | телефильм                                             |
| 1989      | Женщина с воли                          | The Outside Woman                         | Джесси Смит                   | телефильм                                             |
| 1991      | Женщины и мужчины 2: В любви нет правил | Women & Men 2: In Love There Are No Rules | Генри                         | телефильм                                             |
| 1994      | Прошедшее время                         | Past Tense                                | Джин Ролстон                  | телефильм                                             |
| 1998      | Биография                               | Biography                                 | голоса                        | эпизод: Ernest Hemingway: Wrestling with Life         |
| 1998      | Жестокий город: Пули вершат правосудие  | Naked City: Justice with a Bullet         | сержант Дэниел Малдун         | телефильм                                             |
| 1998      | Жестокий город 2: Рождественский убийца | Naked City: A Killer Christmas            | сержант Дэниел Малдун         | телефильм                                             |
| 2001      | Седьмой ручей                           | The Seventh Stream                        | Оуэн Куинн                    | телефильм                                             |
| 2003      | Покрашенный дом                         | A Painted House                           | Илай «Паппи» Ченлдер          | телефильм                                             |
| 2003      | Американское приключение                | American Experience                       | рассказчик                    | документальный телесериал; 2 эпизода                  |
| 2004      | Национальная безопасность               | Homeland Security                         | Джо Джонсон                   | телефильм                                             |
| 2005      | Знак чёрной розы                        | Gone But Not Forgotten                    | Мартин Дариус / Питер Лейк    | телефильм                                             |
| 2005      | Вера моих отцов                         | Faith of My Fathers                       | Джек Маккейн                  | телефильм                                             |
| 2005      | Нарушители кодекса                      | Code Breakers                             | тренер Эрл «Ред» Блейк        | телефильм                                             |
| 2008      | Детектив Монк                           | Monk                                      | шериф Роллинс                 | телесериал; 2 эпизода                                 |
| 2014—2017 | Оставленные                             | The Leftovers                             | Кевин Гарви-старший           | телесериал; основная роль                             |
| 2015—2016 | Сорвиголова                             | Daredevil                                 | Стик                          | телесериал; роль второго плана                        |
| 2017      | Защитники                               | The Defenders                             | Стик                          | мини-сериал; основная роль                            |
| 2018      | Касл-Рок                                | Castle Rock                               | Алан Пенгборн                 | телесериал; роль второго плана                        |